# Alice Dearing
Pour les articles homonymes, voir Dearing.
Alice Dearing, née le 24 avril 1997 à Birmingham (Grande-Bretagne), est une nageuse britannique spécialisée dans les épreuves de nage en eau libre.

## Carrière
Née le 23 avril 1997, d'origine anglaise et ghanéenne, Alice Dearing est une nageuse britannique en eau libre,. Elle étudie  la communication politique à l'Université de Loughborough. Elle débute la nation à l'âge de 8 ans ou 9 ans. Elle est entraînée par Andi Manley.
En 2013, elle remporte le 5 km aux championnats d'Europe juniors.
En 2015, elle obtient une médaille de bronze aux au 7,5 km au championnat du monde junior, puis en 2016 l'or aux 10 km au championnat du monde juniors devançant Nikoletta Kiss (en) au sprint, obtenant la première médaille britannique sur cette distance. Au championnat du monde 2015, elle s'aligne sur la distance de 5 kilomètres. Elle est cinquième au 5 km par équipe du championnats du monde 2017.
Elle se classe 17e aux 10 km aux championnats du monde 2019 et manque la qualification pour les Jeux olympiques, mais grâce à leur report dû à la pandémie de Covid-19, elle l'obtient avec une quatrième place au tournoi de qualification olympique de Setúbal (Portugal). En février 2020, elle réalise son meilleur temps sur en 1:56.47.5, à seulement 7 secondes de la vainqueure Leonie Beck.
Aux Jeux de Tokyo, elle obtient une 19e place sur les 10 kilomètres, ce qui la déçoit car tendue par l'enjeu d'une première qualification olympique.

## Engagement
En 2020, elle cofonde avec Danielle Obe et avec le soutien de Swim England (en) la Black Swimming Association pour encourager les minorités ethniques à pratiquer la natation,, les Noirs étant par exemple très minoritaires dans la pratique de la natation aux États-Unis. En 2021, elle est la première femme noire britannique à se qualifier pour les Jeux olympiques et la seconde vraiment compétitive avec Achieng Ajulu-Bushell , qui a été en équipe nationale en 2010.
Elle propose l'usage d'un bonnet de bain adapté aux coiffures afro volumineuses (« Ma mère devait détendre mes cheveux puis les tresser pour s’assurer qu’ils rentraient dans un bonnet et nous faciliteraient la vie et ce n’est que lorsque j’ai grandi que je pouvais trouver des moyens de les gérer dans leur forme naturelle »), mais son usage est d'abord interdit en compétitions internationales par la Fédération internationale de natation (FINA). Face aux réactions d'incompréhension, la FINA s’engage toutefois à étudier ces bonnets en vérifiant qu'ils n'apportent pas d'avantage en termes de vitesse : « La FINA s’engage à garantir que tous les athlètes aquatiques aient accès à des maillots de bain appropriés pour la compétition où ces maillots de bain ne confèrent pas d’avantage compétitif ». En 2023, la FINA autorise finalement ces bonnets.